# یتان ژانگ

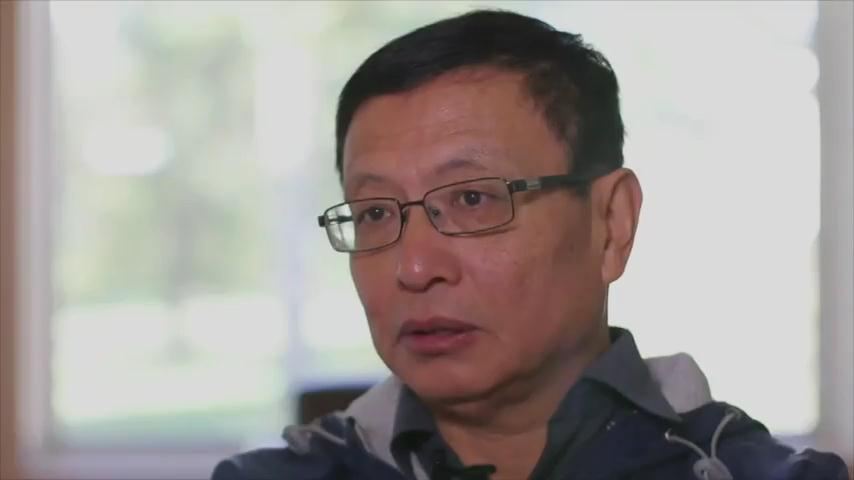
ییتان "تام" ژانگ، ریاضی‌دان چینی‌تبار - ۲۰۱۴

ییتان "تام" ژانگ (چینی ساده: 张益唐; پین‌یین: Zhāng Yìtáng) شهروند آمریکایی چینی تبار و ریاضی‌دان که در زمینه نظریه اعداد کار می‌کند. ژانگ در حالیکه به عنوان مدرس در دانشگاه نیوهمپشایر کار می‌کرد در سال ۲۰۱۳ مقاله‌ای به مجله آنالز اف مسمتیکز ارسال کرد که مبنای اولین متناهی محدود در حداقل فاصله بین اعداد تول متوالی است که به بینهایت قابل تکرار است. این مقاله منجر به دریافت جایزه مک آرتور در سال ۲۰۱۴ و انتصاب او به عنوان استاد در دانشگاه کالیفرنیا در سانتا باربارا شد.
او همچنین به عنوان یکی از اعضای آکادمی بین المللی چین نیز انتخاب شده است.